# Jasionka Steciowa
Jasionka Steciowa (ukr. Ясенка-Стецьова) – wieś na Ukrainie, w obwodzie lwowskim, w rejonie samborskim (do 2020 roku w rejonie turczańskim). Miejscowość liczy około 278 mieszkańców. Pierwsze wzmianki o miejscowości pochodzą z 1655.
Przed II wojną światową w granicach Polski, wchodziła w skład powiatu turczańskiego.
W lipcu 1941 Ukraińcy zamordowali wszystkich żydowskich mieszkańców wsi (łącznie w Jasionce Steciowej i Isajach zabito około 100 osób).

## Ważniejsze obiekty
- Cerkiew greckokatolicka